# Keira Walsh
Keira Walsh, född den 8 april 1997 i Rochdale, är en engelsk professionell fotbollsspelare (mittfältare) som för närvarande spelar för Chelsea och Englands damlandslag. 
Mellan 2022 och 2025 tillhörde Walsh Barcelona, där hon var en av nyckelspelarna. Hon har även representerat Blackburn Rovers och Manchester City. Hon anses vara en av världens bästa mittfältare.
Hon har vunnit många titlar. Med Manchester City vann hon en inhemsk trippel: 2016 års FA Women's Super League, FA Women's League Cup
och 2016–17 Women's FA Cup. Under åren i Barcelona vann hon en kontinental fyrling 2023-24: Liga F, Copa de la Reina de Fútbol, UEFA Women's Champions League och Supercopa de España.

## Landslagsuppdrag

### Englands damlandslag
Walsh debuterade i seniorlandslaget 2017. Hon var med och vann EM 2022 på hemmaplan. 
Hon har även spelat VM i Frankrike 2019 och 2023 i Australien, där man nådde finalen men förlorade mot Spanien med 0–1.

### Storbritannien
Hon har också representerat Storbritannien i OS 2020 i Tokyo, som spelades 2021 på grund av covidpandemin som bröt ut året före.